# Urban Koder
Urban Koder, slovenski skladatelj, dirigent, džezovski trobentar in zdravnik, * 4. marec 1928, Ljubljana, † 9. januar 2019, Ljubljana.

## Življenjepis
Leta 1955 je končal Medicinsko fakulteto v Ljubljani. Koder je skladatelj brez formalne glasbene izobrazbe, na srednji glasbeni šoli je študiral igranje trobente in kasneje občasno obiskoval predavanja iz kompozicije in dirigiranja na Akademiji za glasbo v Ljubljani. Znanje o oblikovanju filmske glasbe je pridobil v Rimu pri skladatelju Henry Manciniju. V letih 1945-1971 je bil solist pri Plesnem orkestru Radia Ljubljana, od 1971-1989 pa urednik za glasbo na RTV Ljubljana. Leta 1954 je ustanovil Ljubljanski jazz ansambel in ga vodil do leta 1968.
V slovenskem glasbenem prostoru je aktiven predvsem kot avtor mnogih šansonov, filmske glasbe, radijske in televizijske glasbene opreme. Njegovo najbolj znano delo je pesem Cvetje v jeseni za istoimenski film Matjaža Klopčiča, kjer je v glasbeni zasedbi uporabil tudi ljudski instrument citre. V letu 2005 je svojo glasbo prispeval filmu Ljubljana je ljubljena, prav tako delu režiserja Matjaža Klopčiča. 
Leta 2009 je dobil Ježkovo nagrado, ki jo podeljuje RTV Slovenija za življenjsko delo.
Njegova soproga je bila Helena Koder (dekliški ime in priimek Helena Kordaš), TV-novinarka je leta 1958 igrala v celovečernem filmu Kala režiserja Mirka Groblerja.

## Diskografija

### Extended play
- Cvetje v jeseni (1973, O.S.T.)